# 內格羅河 (智利)
內格羅河是智利的城鎮，位於該國中南部，由湖大區的奧索爾諾省負責管轄，始建於1896年3月12日，面積1,266平方公里，海拔高度58米，2002年人口14,732，人口密度每平方公里11.6人。

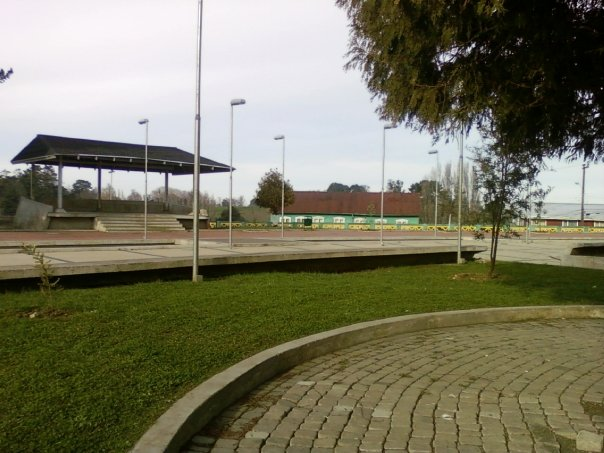

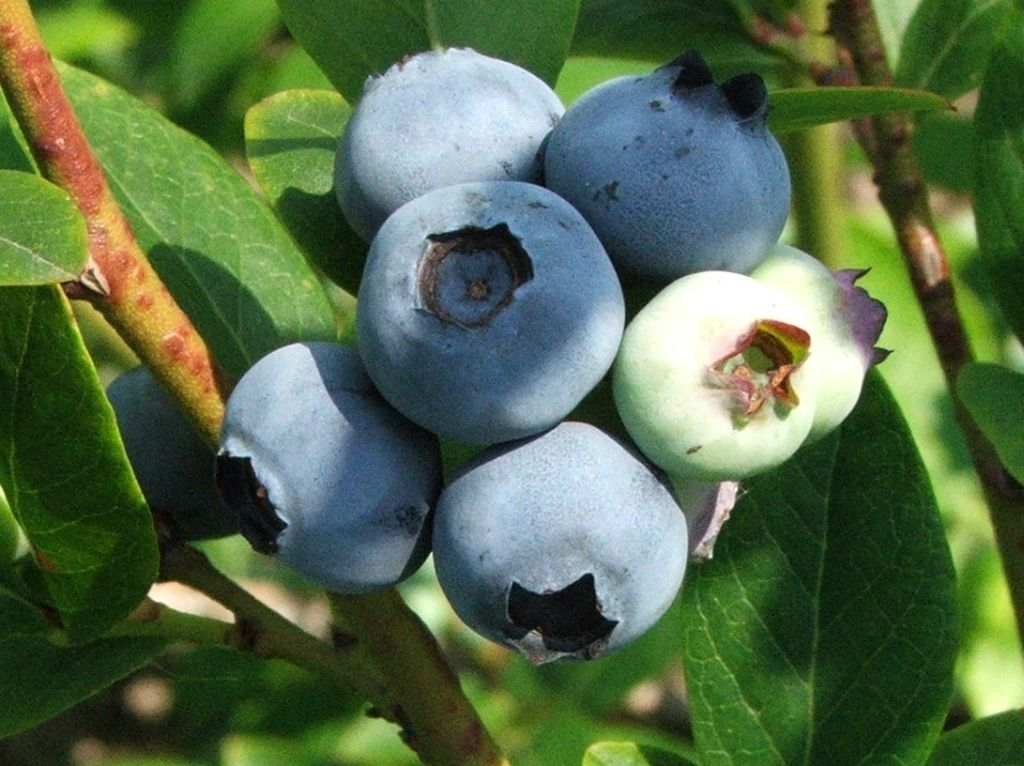

## 外部連結
- （西班牙文） Municipality of Rio Negro
- （西班牙文） Austral Newspaper of Osorno （页面存档备份，存于）
- （西班牙文） Visiones de Rio Negro Magazine